# 송암동 학살
송암동 학살 사건은 5.18 민주화운동 당시 1980년 5월 24일 11공수여단이 송암동, 효덕동 지역을 지나가던 중 진압군 간의 오인사격전이 발생하여 주민 8명이 총격을 받아 사망한 사건이다.
1980년 5월 24일 오후 1시 30분 11공수여단에 주둔지인 주남마을에서 광주 송정리 비행장으로 이동하라는 전교사의 지시가 하달되자, 11공수여단이 같은 날 13시 30분경 주남마을을 출발하여 육로로 이동 중, 그 선두가 광주-목포간 도로에 접한 광주 서구 진월동 소재 효덕초등학교 삼거리 부근에 이르렀을 무렵 트럭을 타고 그 곳에 와 있던 무장시위대 수명을 발견하고 총격을 가하고, 갑자기 뒤따르던 병력들도 주변을 향해 일제히 총격을 가했다. 효덕초등학교 뒤 놀이터에서 놀던 전재수, 부근 원제마을 저수지에서 놀던 방광범은 총격을 받아 사망했다.
5월 24일 오후 13시 55분경 11공수여단의 63대대가 효천역 부근에 이르렀을 무렵 매복하고 있던 전교사 보병학교 교도대 병력과 오인 사격전이 발생했다. 전교사 보병학교 교도대 병력이 11공수여단을 광주 시민군으로 잘못 보아 사격한 것이었다. 광주 진압군 간의 오인사격전 도중 김평용은 도망가는 도중에, 박연옥은 하수구로 대피하다 총격을 받아 사망했다. 전교사 보병학교 교도대 병력이 11공수여단의 선두 장갑차와 후속 트럭에 90mm 무반동총 4발을 명중시키는 등 집중 사격을 가하여 공수부대원 9명이 사망하고 40여명 이상이 중상을 입자, 63대대 병력은 부근 일대를 수색하여 집에 있던 마을 주민 4명을 끌어내어 총살했다.
24일 14시~15시, 계엄군이 이 지역에서 차량 통행자를 제지하는 도중 김종철, 송정교가 대검에 피습당해 사망했다.